# NGC 4405
NGC 4405 (другие обозначения — IC 788, IRAS12235+1627, UGC 7529, ZWG 99.50, MCG 3-32-36, VCC 874, PGC 40643) — галактика в созвездии Волос Вероники.
В центре галактики находится рентгеновский источник, хотя и не очень сильный. Во внешних частях диска наблюдается «обрыв» в темпе звездообразования, связанный, вероятно, с обдиранием газа в результате лобового давления в скоплении.
Этот объект входит в число перечисленных в оригинальной редакции «Нового общего каталога».